# Bank Vlaer & Kol

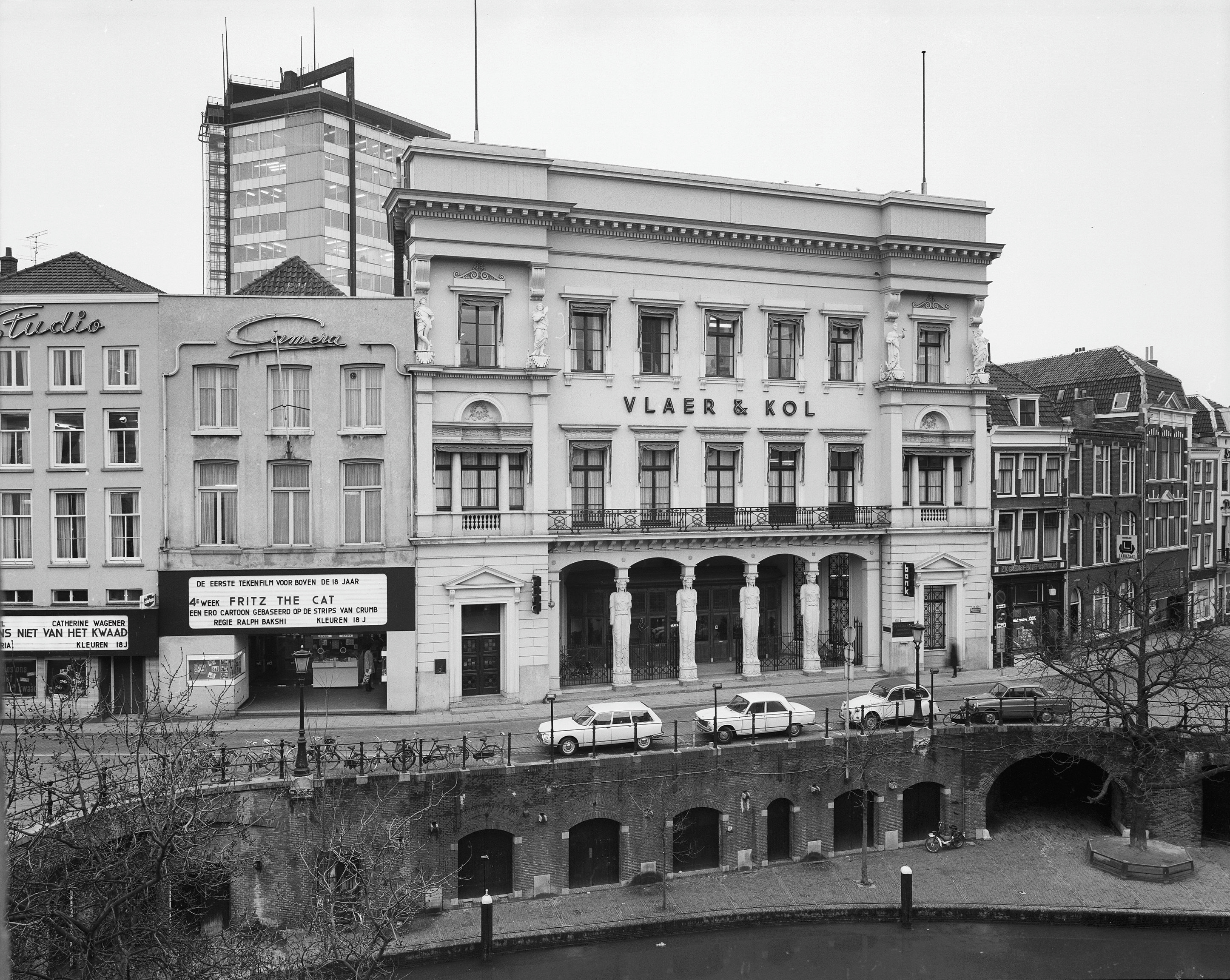
Vlaer en Kol aan de Oudegracht te Utrecht

Bank Vlaer & Kol is een voormalige Nederlandse bank.
Bank Vlaer & Kol werd in 1748 opgericht als opvolger van notariskantoor van Simon Vlaer te Utrecht. Het notariskantoor hield zich ook sinds 1691 al bezig met kassierszaken. Simon Vlaers zoon, Everard Vlaer, richtte in 1748 met Jan Kol (1726-1805), lid van het geslacht Kol, het kassiershuis "Vlaer en Kol" op. Zijn zoon Everard Kol (1753-1824) wordt in 1824 opgevolgd door zijn zoon Jan Kol (1789-1848). In 1870 wordt de firma Kol & Boissevain (later Kol & Co) in Amsterdam opgericht.
Onder leiding van Everard Henri Kol (1816-1888) speelde Vlaer & Kol vanaf het midden van de negentiende eeuw een toonaangevende rol in het bankiersleven in Utrecht en het Sticht. Ook de belangen in Utrechtse firma's als de Levensverzekering-maatschappij Utrecht (later AMEV), de Steenkolen Handels-Vereeniging en de Nederlandse Spoorwegen waren groot. De bank legde zich vooral toe op vermogens- en zakelijk bankieren. In 1967 werd een samenwerkingsverband met Pierson, Heldring & Pierson aangegaan. Toen deze bank werd overgenomen door de AMRO Bank (1977), verviel de naam Vlaer & Kol. Tot die tijd was de bank de oudste bank van Nederland (anno 1691). Vanaf dat moment nam F. van Lanschot Bankiers te Den Bosch (anno 1737) deze rol over.
De familie Kol heeft vele generaties lang de bank geleid en behoorde tot de meest toonaangevende families van Utrecht. Zij waren geparenteerd aan andere Utrechtse families, zoals Schout Velthuys en Grothe. In opdracht van Jan Kol werd de Tuin van Kol aangelegd, later bekend als het Julianapark. De tak van de familie Kol die bij de bank betrokken was, was in mannelijke lijn in 1935 uitgestorven. Enkele nakomelingen van de dochters Kol (o.a. Rasch en Fentener van Vlissingen) bekleden tot in de jaren zestig functies als firmant en commissaris.
Na de Eerste Wereldoorlog werden bijkantoren betrokken, zoals in Zeist, Bilthoven en Bunnik en ook in het winkelcentrum Hoog-Catharijne. Het hoofdkantoor van de firma was eerst gevestigd aan de Nieuwegracht te Utrecht, later naast het woonhuis van de familie Kol aan het Lepelenburg. Aan het einde van de negentiende eeuw betrok de bank de voormalige Winkel van Sinkel aan de Oudegracht. Toen de ABN AMRO Bank in 1995 uit dit gebouw vertrok vestigde zich in dit imposante gebouw een grand-café onder de naam Winkel van Sinkel.